# Bernie Leighton
Bernie Leighton (* 30. Januar 1921 in West Haven, Connecticut als Bernard Sidney Leighton; † 16. September 1994 in Coconut Creek, Florida) war ein US-amerikanischer Jazzpianist.

## Leben und Wirken
Leightons Familie zog 1930 nach New York; er begann seine Musikerkarriere Ende der 1930er Jahre in der Band von Bud Freeman, die im Kelly’s Stables auftrat. Anfang der 1940er Jahre spielte er bei Raymond Scott, Leo Reisman, Raymond Scott (1940), Benny Goodman (1940/41) und Enric Madriguera, bevor er seinen Militärdienst im Zweiten Weltkrieg ableistete. Nach seiner Entlassung 1946 studierte er an der Yale School of Music und war dann vorwiegend als Studiomusiker tätig, u. a. bei Dave Tough (1946), Billie Holiday/Gordon Jenkins („Crazy He Calls Me“, 1949), Charlie Parker (Charlie Parker with Strings, 1950), Neal Hefti (1951), erneut bei Benny Goodman sowie bei Artie Shaw (1953), John Serry senior (Squeeze Play 1956), Jack Teagarden (Think Well of Me 1962), James Moody (1963) und Bob Wilber (1969). Leighton war außerdem an Aufnahmen von Louis Armstrong, Tony Bennett/Ralph Burns, Roy Eldridge, Joe Williams/Jimmy Jones, Oscar Brown, Jr., Carol Sloane und des Glenn Miller Orchesters (Ghost Band) beteiligt.
1962 wirkte er als Organist auf Mark Murphys Album That’s How I Love the Blues. 1969 begleitete er Maxine Sullivan auf ihrem Album Close as Pages in a Book; 1972/73 ging er mit Tony Bennett auf Tour. Im Laufe seiner Karriere legte er auch eine Reihe von Aufnahmen unter eigenem Namen vor, so veröffentlichte er auf Keynote (1946), Mercury (1950) und LPs bei Columbia Records (1950), Brunswick (1951), Disneyland und Capitol im Jahr 1957, gefolgt von einem Ellington-Tributalbum 1974. Seine Instrumental-Coverversion des Connie-Francis-Hits „Don't Break The Heart That Loves You“ auf dem Label Colpix erreichte 1962 #101 der Billboard Charts.
Leighton hatte 1985 einen Cameo-Auftritt in dem Woody Allen Film Hannah und ihre Schwestern.

## Diskographische Hinweise
- Johnny Guarnieri/Bernie Leighton: Piano Stylings (EmArCy, 1945) mit Hy White, Trigger Alpert, Dave Tough
- Piano Contrasts (Keynote, 1946)
- Eastside Rendezvous (Columbia, 1950)
- Squeeze Play (Dot Records, 1956) mit John Serry senior
- Soft Lights, Sweet Music (Columbia)
- Bernie Leighton/Sylvia Syms: In a Sentimental Mood (Movietone, 1967)
- Plays Duke Ellington (1974) mit Howie Collins, Milt Hinton, Ronnie Bedford

## Lexikalischer Eintrag
- Leonard Feather, Ira Gitler: The Biographical Encyclopedia of Jazz. Oxford University Press, New York 1999, ISBN 0-19-532000-X.
- Richard Cook, Brian Morton: The Penguin Guide to Jazz on CD. 6. Auflage. Penguin, London 2002, ISBN 0-14-051521-6.